# Stadion Kijani
Stadion Kijani (perz. ورزشگاه کیانی; Varzešgah-e Kijani) je nogometni stadion u iranskom gradu Kermanu. Nalazi se na sjeveroistočnom dijelu grada, kod raskrižja Bulevara Šohada-je Hanuka i Ulice Engelab. Bio je domaćim igralištem nogometnom klubu Sanat Mesu od 1998. do 2007. godine kada je na zapadnom dijelu grada izgrađen novi i suvremeniji Stadion Šahid Bahonar. Stadion Kijani može primiti 10.000 gledatelja.